# Rauch Fruchtsäfte
Rauch Fruchtsäfte este o companie producătoare de sucuri naturale din Austria.
Compania deține fabrici în Austria, Ungaria și Serbia.
În Austria are o cotă de 65% din piața de ice tea.
Compania este prezentă și în România, unde a avut vânzări aproximativ 4 milioane de euro în anul 2006.